# Dom Pawłowa
Dom Pawłowa (ros. Дом Павлова, oficjalnie Dom Żołnierskiej Chwały, ros. Дом Солдатской Славы) – trzypiętrowa kamienica w Wołgogradzie przy placu Lenina (dawnym placu 9 Stycznia), ważna reduta sił radzieckich broniących miasta w czasie bitwy stalingradzkiej w 1942 roku. Nazwa budynku pochodzi od nazwiska sierż. Jakowa Pawłowa, który dowodził jego obroną.

## Obrona budynku
Budynek w centrum Stalingradu przy placu 9 Stycznia stanowił ważny punkt strategiczny, gdyż był jedynym miejscem, z którego można było prowadzić bezpośredni ogień na przeprawy przez Wołgę. Został obsadzony 23 września 1942 roku przez pluton z 42 Pułku Gwardii 13 Dywizji Gwardyjskiej. Dom był atakowany przez niemieckie grupy uderzeniowe każdego dnia, często nawet kilka razy dziennie. Dowódcą reduty po śmierci wszystkich oficerów został sierż. Jakow Pawłow (odznaczony później Złota Gwiazdą Bohatera Związku Radzieckiego).
Załoga budynku liczyła około 25 osób, z czego dwie były mieszkańcami Domu Pawłowa. Obrońcy oprócz broni osobistej posiadali karabiny maszynowe, moździerze i karabiny przeciwpancerne. Teren wokół domu w większości zaminowano. Po pewnym czasie wykopano również rowy łącznikowe. Ponad dwumiesięczna obrona budynku zakończyła się 25 listopada zdobyciem placu 9 Stycznia przez 13 Gwardyjską Dywizję Strzelecką. Mimo licznych późniejszych niemieckich kontrataków rejon Domu Pawłowa pozostał w radzieckich rękach do końca walk o miasto.

## Budynek jako symbol

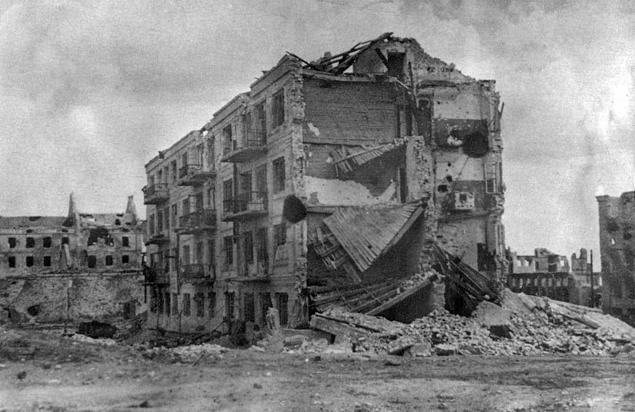
Dom Pawłowa w 1943 roku

Dom Pawłowa stał się symbolem obrony Stalingradu, porównywalnym jedynie do walk na Dworcu Głównym. Na niemieckich mapach sztabowych plac 9 Stycznia był nawet zaznaczony jako „forteca wroga”. Generał Wasilij Czujkow mówił po wojnie, że obrońcy zabili więcej Niemców, niż zginęło w walkach o Paryż.

## Dom Pawłowa w kulturze masowej
- Budynek został ukazany w grze Call of Duty, w misji Pavlov’s House. Zadaniem gracza jest odbicie i utrzymanie budynku[4].
- Wirtualna walka o Dom Pawłowa jest również możliwa w grze Red Orchestra 2: Bohaterowie Stalingradu[5].
- Dom Pawłowa pojawia się w grze Hell Let Loose na mapie Stalingrad. Jest on jednym z punktów strategicznych możliwych do zajęcia przez graczy[6].
- Budynek można zobaczyć na tle okładki gry nazwanej na cześć samego Iwana Pawłowa Pavlov VR